# Басовское городище
Басовское городище — мы́совое самое большое городище скифской ойкумены в Посульском регионе, важнейший центр в системе территориально-поселенческих структур в лесостепном Поднепровском Левобережье.
Городище расположено на высоком правом берегу реки Хмелевки примерно посредине между сёлами Басовка и Великие Будки. Было открыто В. В. Хвойка, обследовалось Н. Е. Макаренко. Основательные стационарные исследования были проведены в течение трёх сезонов (с 1947 года) В. А. Ильинской. Городище устроено на плато и трёх его отрогах, разделённых между собой ярами. Три отрога выполняли роль отдельных укреплений поселения, каждый из которых с трёх сторон окружён ярами. Склоны яров дополнительно укреплены системой рвов и валов. Высота валов доходила до 5 м, глубина рвов — до двух. Самая большая и высокая западная часть городища — «Башта» отделена от следующей с востока площадки «Аршавской» Широким яром. Третья восточная часть — «Малый Городок» (или урочище Городок) отделена от Аршавской площадки Цегельницким яром. Башта и Аршавская соединены между собой в северной части проходом в валу. С северной напольной стороны Башта и Аршавская ограждены двумя рядами валов, расположенных на расстоянии 60 м друг от друга. Все три площадки защищены единым дугоподобным валом, который огибает их на расстоянии полукилометра на север и упирается западным и восточным концами в склоны яров. В свою очередь каждая из площадок городища имела свои собственные оборонительные укрепления. Наиболее укреплённой была западная часть — Башта. Общая площадь трёх укреплённых отрогов составляла около 12 га. С северной и восточной сторон расположен большой напольный участок площадью 75 га — предместье, окружённый валом и рвом. Памятник функционировал, предположительно, со второй половины — конца VII века до н. э. и до конца IV (или III) века до н. э. (беспрерывно или нет не установлено). К западу и к юго-западу от Басовского городища расположены Посульские курганы — один из наиболее крупных скифских могильников в Украинской лесостепи.